# Точка 1-я
То́чка 1-я — посёлок в Ртищевском районе Саратовской области. Входит в состав Урусовского муниципального образования.

## География
Посёлок находится у юго-западной окраины города Ртищево, административного центра района.

## История
Основан в 1931 году . Входил в состав совхоза «Выдвиженец».

## Население
| 2010 |
| ---- |
| 59   |

### Национальный состав
Согласно результатам переписи 2002 года, в национальной структуре населения русские составляли 98 % из 61 чел.